# Ordre nouveau (personnalisme)
Ne pas confondre avec le mouvement d'extrême droite créé en 1969 Ordre nouveau.
Pour les articles homonymes, voir Ordre nouveau.
 (juin 2013).
Si vous disposez d'ouvrages ou d'articles de référence ou si vous connaissez des sites web de qualité traitant du thème abordé ici, merci de compléter l'article en donnant les références utiles à sa vérifiabilité et en les liant à la section « Notes et références ».
 (juin 2013).
L'Ordre nouveau est un mouvement politique français des années 1930. Le mouvement  appartient à cette nébuleuse de groupes et de revues d'inspiration personnaliste que l'historiographie regroupe aujourd’hui sous le terme de non-conformistes des années 30, qui s’est constituée, dans les années 1930-1934, autour de jeunes intellectuels qui avaient la volonté de situer leur engagement en marge des mouvements d'idées établis.

## Histoire
L'Ordre nouveau s’est organisé à partir de 1930 sous l’impulsion d’un jeune journaliste, Alexandre Marc. En 1929, il crée un centre de rencontres à vocation religieuse et œcuménique, Le Club du Moulin Vert, qui, en abordant les questions sociales et politiques, va donner naissance au groupe de l'Ordre nouveau. Il allait en être l'un des principaux animateurs et c'est à son initiative que vont se trouver associés au groupe Robert Aron et Arnaud Dandieu, dont les ouvrages publiés entre 1930 et 1933, Décadence de la Nation française, Le Cancer américain et La Révolution nécessaire vont contribuer à donner au mouvement ses fondements théoriques.
En 1933, le groupe crée une revue portant le même nom, avec un comité de rédaction comprenant Robert Aron, Claude Chevalley, Arnaud Dandieu, Daniel-Rops, Jean Jardin, Alexandre Marc et Denis de Rougemont.
Au début de l'année 1934, l'Ordre nouveau cherche à élargir son audience. Il participe aux activités du Club de février créé aux lendemains de la manifestation antigouvernementale du 6 février.
Le groupe et la revue continueront leurs activités jusqu’en 1938, malgré la mort d’Arnaud Dandieu et une certaine dispersion de leurs animateurs après 1934. Après 1945, plusieurs de ceux-ci deviendront des militants des mouvements fédéralistes européens.

## Idéologie de l'Ordre nouveau
Diagnostiquant, comme les autres « non-conformistes des années 30 » une « crise de civilisation », le mouvement se donne pour objectif une révolution spirituelle afin de créer un ordre nouveau, en situant ainsi sa démarche : « Contre le désordre capitaliste et l’oppression communiste, contre le nationalisme homicide et l'internationalisme impuissant, contre le parlementarisme et le fascisme, l'Ordre nouveau met les institutions au service de la personnalité et subordonne l’État à l’homme ». Ces perspectives vont se traduire, en s’inspirant notamment de Kierkegaard, Proudhon, Nietzsche, Péguy, par une orientation personnaliste sur le plan philosophique et une orientation fédéraliste sur le plan social et politique.
Parmi ses membres notables on peut noter Charles de Gaulle, Jean Coutrot, Charles Spinasse.